# Reinhard Lullies
Reinhard Lullies (* 1. September 1907 in Königsberg (Preußen); † 17. Januar 1986 in Göttingen) war ein deutscher Klassischer Archäologe.

## Leben
Reinhard Lullies studierte ab 1925 Kunstgeschichte, Klassische Archäologie und Philologie (unter anderem bei Wolfgang Schadewaldt) an der Universität Königsberg und wurde 1931 bei Bernhard Schweitzer mit der Dissertation Die Typen der griechischen Herme promoviert. Seit seinem Studium war er Mitglied der Königsberger Burschenschaft Teutonia. 1932 bis 1934 war er Assistent am Archäologischen Seminar der Universität Königsberg. 1934/35 hatte er das Reisestipendium des Deutschen Archäologischen Instituts inne. Von 1935 bis 1937 arbeitete er in Berlin als wissenschaftlicher Referent am Deutschen Archäologischen Institut. Anschließend ging er nach München, wo er Konservator der Antikensammlungen wurde. Von 1940 bis 1945 diente Lullies als Soldat im Zweiten Weltkrieg und kehrte nach kurzer Gefangenschaft 1945 nach München zurück, wo er zum Hauptkonservator der Antikensammlung befördert wurde. 1962 übernahm Lullies die Leitung der Antikenabteilung der Staatlichen Kunstsammlungen Kassel, die er bis zu seiner Pensionierung 1972 innehatte. Daneben lehrte er an der Universität Göttingen, die ihn zum Honorarprofessor ernannte. Er starb 1986 in Göttingen, kurz vor der Vollendung seines letzten Werks mit dem Titel Archäologenbildnisse.
Lullies’ Name wird besonders mit Forschungen zur griechischen Keramik und zur griechischen Plastik in Verbindung gebracht. Für das Corpus Vasorum Antiquorum Deutschland (CVA) verfasste er von 1939 bis 1975 sieben Bände, darunter fünf für die Münchener Antikensammlungen (1939, 1944, 1952, 1956, 1961) und zwei für das Kasseler Museum (1972, 1975). Die Arbeiten dazu unterbrach er auch während seines Kriegseinsatzes nicht. Sein 1953 erschienenes Buch „Griechische Vasen der reifarchaischen Zeit“ gehört – auch wegen seiner hervorragenden Bilder von Max Hirmer – ebenfalls zu den wichtigen deutschsprachigen Werken zur griechischen Keramik.
In der Münchener Zeit erschien 1956 zudem die erste Auflage seines für viele Jahre als Standardwerk geltenden Buches Griechische Plastik von den Anfängen bis zum Ausgang des Hellenismus, das 1957 ins Englische, Italienische und Niederländische, 1958 ins Schwedische und 1959 ins Französische übersetzt wurde. Überarbeitete Neuauflagen, in denen Lullies den Umfang des Werkes bis auf die römische Kaiserzeit ausdehnte, erschienen auf Deutsch 1960 (englisch 1960, italienisch 1963), 1972 und 1979.
Der Physiologe Hans Lullies war sein Bruder.

## Schriften (Auswahl)
- Die Typen der griechischen Herme. Gräfe und Unzer, Königsberg 1931 (Dissertation).
- Antike Kleinkunst in Königsberg Pr. Gräfe und Unzer, Königsberg 1935.
- Griechische Vasen der reifarchaischen Zeit. Hirmer, München 1953.
- Eine Sammlung griechischer Kleinkunst. Hirmer, München 1955 (= Sammlung Hans von Schoen).
- Griechische Plastik von den Anfängen bis zum Ausgang des Hellenismus. Hirmer, München 1956.
  - 4. erweiterte und völlig neu bearbeitete Auflage: Griechische Plastik von den Anfängen bis zum Beginn der römischen Kaiserzeit. Hirmer, München 1979, ISBN 3-7774-3050-1.
- Vergoldete Terrakotta-Appliken aus Tarent (= Mitteilungen des Deutschen Archäologischen Instituts, Römische Abteilung Ergänzungs-Heft 7). Kerle, Heidelberg 1962.
- mit Wolfgang Schiering (Hrsg.): Archäologenbildnisse. Porträts und Kurzbiographien von Klassischen Archäologen deutscher Sprache. Zabern, Mainz 1988, ISBN 3-8053-0971-6.